# Футболна война
Футболната война (на испански: Guerra del fútbol), известна още като 100-часовата война е кратък военен конфликт между Салвадор и Хондурас през 1969 г. Съществуващото напрежение между двете страни съвпада с безредиците по време на квалификационен мач за Световното първенство по футбол през 1970 г. Войната започва на 14 юли 1969 г., когато салвадорските военни започват атака срещу Хондурас.
Войната, макар и кратка, има сериозни последици и за двете страни. Тя става основен фактор за започването на Салвадорската гражданска война десетилетие по-късно.
Названието „Футболна война“ идва от разпространеното от масмедиите становище, че причина за войната е загубата на хондураския национален отбор по футбол от отбора на Салвадор по време на международния мач, състоял се на 15 юни 1969 г. – част от квалификациите за световното първенство през 1970 г.
По-вероятната причина за войната е създаденото значително преди това погранично напрежение, а самият мач се оказва негова кулминация, връхна точка на обсебващия двете държави национализъм и на практика формален повод за започване на войната.
Една от главните причини на конфликта е самоволното заемане на селскостопански земи в граничните райони на Хондурас от безимотни салвадорски селяни. Хондураският режим се опитва да ги принуди да напуснат територията на страната. На тази политика обаче се оказва отпор от страна на властта в Салвадор, която се опасява, че връщането в страната на голям брой бедни и безимотни селяни ще наложи провеждането на аграрна реформа за оземляването им за сметка на едрите собственици и вероятна партизанска война срещу властта в страната.
Същевременно атмосферата се нажежава от медиите в двете държави. След загубата на хондураския футболен отбор в Сан Салвадор националното хондураско радио отправя апел за прогонване на салвадорските селяни от хондураска територия. Като отговор на този апел в Салвадор се провеждат масови антихондураски демонстрации. Следват погранични инциденти, което довежда до скъсване на дипломатическите отношения между двете държави.
На 14 юли салвадорската армия навлиза в хондураска територия и за кратко време военните действия вземат около 3 хиляди жертви. Войната е преустановена с посредничеството на Организацията на американските държави, но напрежението между двете държави, изразявало се в погранични инциденти, трае до 1972 г.
Организацията на американските държави (ОАД) договаря сключване на мирен договор на 30 октомври 1980 г., при което войната между двете държави приключва формално.

## Предистория
Въпреки че прякорът „Футболна война“ предполага, че конфликтът е бил заради футболен мач, причините за войната са много по-дълбоки. Проблемите са свързани с поземлената реформа в Хондурас, както и с имиграционните и демографските проблеми в Ел Салвадор. Хондурас има повече от пет пъти по-голяма площ от съседен Салвадор, но през 1969 г. населението на Салвадор (3,7 милиона) е с 40% по-голямо от това на Хондурас (2,6 милиона). В началото на XX век салвадорците започват да мигрират масово към Хондурас. До 1969 г. над 300 000 салвадорци живеят в Хондурас, което съставлява повече от 10% от населението на Хондурас.
В Хондурас, както и в голяма част от Централна Америка, по-голямата част от земята е била собственост на големи земевладелци или големи корпорации. Компания като United Fruit Company е притежавала 10% от земята, което е затруднявало конкуренцията за средностатистическия земевладелец. През 1966 г. United Fruit се обединява с много други големи компании, за да създаде Националната федерация на хондураските фермери и животновъди. Тази група оказва натиск върху президента на Хондурас, генерал Освалдо Лопес Арелано, да защити собствеността на богатите земевладелци от „кампесинос“, много от които са били салвадорци.
През 1962 г. Хондурас успешно приема нов закон за поземлена реформа. Напълно влязъл в сила до 1967 г., този закон дава на централното правителство и общините голяма част от земята, незаконно заета от салвадорски имигранти, и я преразпределя на местните хондурасци. Земята е отнемана както от имигрантски фермери, така и от незаконно заселващи се лица, независимо от техните претенции за собственост или имиграционен статус. Това създава проблеми за повечето салвадорци и хондурасци, които са женени едни с други. Хиляди салвадорски работници са експулсирани от Хондурас, включително работници мигранти и дългосрочни заселници. Това общо покачване на напрежението в крайна сметка води до военен конфликт.

## Натрупване
През юни 1969 г. двете страни се срещат в по време квалификации за Световното първенство по футбол през 1970 г. Първият мач се провежда в Тегусигалпа, столицата на Хондурас, на 8 юни 1969 г. Салвадорският отбор е тормозен от хондураски фенове в хотела си в нощта преди мача. Хондурас печели с 1:0, което води до подпалване на стадиона от салвадорски фенове.
Вторият мач се провежда в Сан Салвадор, столицата на Салвадор, на 15 юни 1969 г. Салвадорски фенове, търсещи отмъщение, се разбунтуват пред хотела на хондураския отбор, което води до няколко смъртни случая. В началото на мача вместо хондураско знаме е развят мръсен парцал. Мачът е спечелен с 3:0 от Салвадор. След загубата в Хондурас избухват антисалвадорски бунтове.
На 26 юни 1969 г., нощта преди плейофния мач в Мексико Сити, който Салвадор печели с 3:2 след продължения, Салвадор прекратява всички дипломатически отношения с Хондурас, заявявайки, че около 12 000 салвадорци са били принудени да избягат от Хондурас в дните след втория мач. Освен това се твърди, че „правителството на Хондурас не е предприело никакви ефективни мерки за наказване на тези престъпления, които представляват геноцид, нито е дало гаранции за обезщетение или репарации за щетите, причинени на салвадорците“.

### Гранични престрелки
На 3 юли салвадорски противовъздушни сили стрелят по цивилен самолет Дъглас DC-3 във въздушното пространство на Хондурас, което кара хондураските военновъздушни сили да подготвят два северноамерикански изтребителя T-28 Trojan и сили, разположени близо до граничния град Ел Пой, да се сблъскат за кратко. В същия ден, Piper PA-28 Cherokee, използван от салвадорските военновъздушни сили като разузнавателен самолет, е прихванат, но успява да избегне залавянето.
По искане на външния министър на Хондурас, ОАД провежда извънредно заседание на следващия ден, където е решено, че организацията ще „отложи всякакви свои действия“ и ще помоли съседните държави Никарагуа, Коста Рика и Гватемала да посредничат в ситуацията. Хондурас и Салвадор също са призовани да „избягват всякакви действия, които биха могли допълнително да застрашат ситуацията“. Резолюцията на ОАД обаче не прави много за намаляване на напрежението, тъй като схватките продължават.
На 5 юли Салвадор твърди, че два хондурасски взвода са преминали границата. На 12 юли Хондурас заявява, че четирима салвадорски войници са били убити при нахлуване – нещо, което Салвадор отхвърля като част от „продължаваща кампания за изопачаване на истината“. На 13 юли шестима хондураски цивилни са ранени по време на друга престрелка в Ел Пой, при която двете страни разменят минометен огън.

## Началото на войната
Войната започва на 14 юли 1969 г. около 18:00 часа, когато Салвадорските ВВС атакуват летища в Хондурас, използвайки P-51 Mustang, както и C-47 Skytrain и граждански самолети, набързо преобразувани в бомбардировачи. Атаката е насочена главно към международното летище Тонконтин, където Хондураските ВВС държат половината от самолетите си.. По-късно салвадорската армия започва инвазия в Хондурас на два фронта: единият контингент се насочва към превземане на процъфтяващата долина Сула, а другият марширува по Панамериканската магистрала към Тегусигалпа. Войските са подкрепени от M3A1 Stuart, както и от булдозери и камиони, използващи импровизирана броня за превозни средства. Първоначалният напредък е бърз, като вестникът La Prensa Gráfica твърди, че са напреднали с 40 километра за един ден.
На 15 юли Хондураските ВВС започват бомбардировки, използвайки собствения си флот от самолети от Втората световна война, състоящ се главно от F4U Corsairs. Целите на атаките включват международното летище Илопанго и нефтените съоръжения в Акахутла и Порт Кутуко. Салвадор загуби 20% от запасите си от гориво по време на нападенията. Въпреки успеха на операцията обаче, Хондураските ВВС преминават в отбрана до края на войната след втора атака на Салвадорските ВВС срещу Тонконтин.
На 16 юли, в единствената голяма битка във войната, салвадорските войски, водени от полковник Марио („Ел Диабло“) Веласкес Яндрес, достигат и обкръжават Нуева Окотепеке, притискайки отбраната в това, което Тайм описва като „тясно дефиле“. След артилерийски обстрели, хондураските сили се оттеглят заедно с цивилните, което довежда до превземането на града. И двата фронта спират по-късно същия ден поради недостиг на боеприпаси и нарастваща съпротива на Хондурас.
Една от последните битки във войната се състои следобед на 17 юли. Тя е въздушен бой, в който участват 4 Корсара и 2 Мустанга. Капитан Гилермо Рейналдо Кортес, салвадорец, е убит. Той е най-високопоставената жертва във войната. Футболната война е последният конфликт, в който изтребители с бутални двигатели се сражават помежду си.

## Прекратяване на огъня
Скоро след началото на войната, ОАД провежда специална сесия, организирайки комитет от седем държави, който да наблюдава преговорите и да призовава за прекратяване на огъня. Докато представители на Хондурас, според съобщенията, са склонни да го направят, Салвадор се съпротивлява на натиска от ОАД в продължение на няколко дни, като един от най-големите препънати въпроси, според ЦРУ, е времевият прозорец, даден за изтегляне на войските.
Прекратяване на огъня е договорено в нощта на 18 юли, което изисква салвадорските войски да се изтеглят в рамките на 96 часа и да се прекратят „подстрекателските кампании в пресата, радиото и телевизията“, наред с други неща. Прекратяването на огъня влиза в сила в полунощ.
Малко преди първоначалния 96-часов краен срок, салвадорското правителство изпраща документ до ОАД, в който се посочва, че макар да продължи да спазва прекратяването на огъня, няма да изтегли войските си, докато не бъде дадена гаранция за безопасността на салвадорците, които все още живеят в Хондурас, не бъдат платени репарации и не бъдат наказани антисалвадорските бунтовници. Хондурас изпълнява само първото искане, но Салвадор отстъпва от другото свое искане, след като ОАД заплашва със санкции, което довежда до изтеглянето на войските на 2 август 1969 г.

## Последици
Салвадор е претърпял до 700 жертви по време на войната, включително 107 смъртни случая. Три самолета са унищожени при въздушни нападения на Хондурас. Официалните данни посочват, че Хондурас е претърпял 165 жертви, включително 99 смъртни случая, но тези числа са оспорвани; енорийският свещеник на Нуева Окотепеке е видял 400 загинали, докато вътрешни документи на ЦРУ съобщават за до 1500. Повечето историци са съгласни, че цивилните са съставлявали по-голямата част от загубите.
Около 300 000 салвадорци са били разселени; много от тях са били насилствено в изгнание или са избягали от разкъсвания от война Хондурас, само за да влязат в Салвадор, в който правителството не е било гостоприемно. Повечето от тези бежанци са били принудени да се грижат сами за прехраната си с много малко помощ. През следващите няколко години повече салвадорци се завръщат в родината си, където се сблъскват с пренаселеност и крайна бедност. Последвалите социални вълнения са една от причините за Салвадорската гражданска война, която последва приблизително десетилетие по-късно, в която 70 000 до 80 000 загиват, а още 8000 изчезват.
Търговията между Хондурас и Салвадор, която е силно нарушена преди войната, е напълно прекратена след нея. Хондурас напуска и по този начин допълнително отслабва вече слабия Централноамерикански общ пазар, проект за регионална интеграция, създаден от САЩ до голяма степен като средство за противодействие на последиците от Кубинската революция.